# Иден (Дисней)
И́ден (англ. Eden) — женщина-джинн, персонаж диснеевского мультсериала «Аладдин». Некоторое время служила Абис Малу, но потом третье желание «связало» её и её первую хозяйку Данди навсегда. Девушка Джинни.

## Личность
Иден добрая и заботливая, однако вдобавок она ещё импульсивная и легко злится, когда её друзьям угрожают. Как для джинна она очень хитра и часто находит способ обойти связывающие её правила. Когда Иден встречает маленькую девочку-сироту Данди, она нарушает правила и изменяет скромное желание Данди о сэндвиче, чтобы позволить Данди никогда больше не голодать до конца своей жизни. Это говорит о том, что она не так честна, как Джинни, со своими желаниями, и часто находит способы обойти систему, чтобы заставить желания работать так, как она хочет. Когда Иден служила разбойнику Абис Малу, она предусмотрительно сделала последствия его желаний обратимыми. Так, Абис Мал пожелал заточить Джинни на дне океана, а затем стать сверхсильным, но при этом забыл добавить к обоим желаниям слово «навсегда».
Иден, как и Джинни, такая же необычная и игривая со своей магией — неоднократно было показано, что она трансформируется в различных существ и надевает различные костюмы, чтобы выразить своё настроение и показать, на что она способна. Иден лояльна к тем, кто важен для неё: она решает остаться с Данди, когда та случайно желает, чтобы они могли остаться вместе навсегда, поскольку Иден чувствовала, что Данди нуждается в ней больше, чем Джинни. В эпизоде «Книга Хартума», когда Джинн был похищен магом Мозенратом, чтобы помочь ему создать философский камень, Иден пришла в ярость и импульсивно бросилась за ними, не прислушиваясь к предупреждению Аладдина об осторожности. Она даже была готова поменяться местами с Джинном, чтобы освободить его, хотя позже Мозенрат обманул её, и Аладдин освободил обоих.

## Внешность
Иден зелёной окраски, у неё заострённые уши, красная помада, длинные чёрные волосы, собранные в хвост, и серьги. Она носит золотые браслеты на запястьях, как у Джинни в оригинальном фильме (что может означать, что это кандалы, которые привязывают её к предмету), носит розовый укороченный топ без рукавов, обнажающий её живот и пупок, с красным поясом вокруг талии. В форме джинна у неё зелёный хвост, похожий на хвост Джинни, но в более человеческом образе она носит зелёные шаровары и розовые бабуши.

## Суперспособности
Иден, как и все джинны, обладает феноменальной космической силой, позволяющей ей делать буквально всё что угодно. Несмотря на стандартные ограничения джинна, она может добровольно улетать далеко от своего дома (бутылки) даже на другую планету (например Джафар, будучи джинном, не мог уйти далеко от своей лампы и должен был полагаться на помощь Абис Мала).

## Появления

### «Очарованный джинн»
Впервые она представлена в эпизоде «Очарованный джинн», где Данди, освобождая её из бутылки, становится её хозяйкой. Джинни влюбляется в Иден с первого взгляда и пытается произвести на неё впечатление. Иден, первоначально ошеломлённая его внезапным появлением и изначально полагая, что он соревнуется с ней, чтобы увидеть, кто станет джинном Данди, была менее чем впечатлена и безуспешно пыталась заставить его исчезнуть. Их конкуренция достигла пика, когда они начали материализовывать пиццы для Данди, что привело к тому, что образовавшаяся башня из пиццы рухнула вниз.
Затем Джинни официально представился и заявил, что пытался пригласить Иден на свидание. В конце концов она, впечатлённая его способностями и польщённая его привязанностью, соглашается на свидание. Во время свидания, которое состоит из романтической поездки на гондоле и за которой следует катание на роликах в открытом космосе, Джинни и Иден влюбляются друг в друга. Они почти целуются, пока Иден не вызывают. Она ожидает, что Данди просит о помощи, но с ужасом обнаруживает её запертой в клетке, а разбойника Абис Мала — её новым хозяином. Когда Джини находит двоих, он считает, что Иден всё это время работала на Абис Мала и использовала Данди как уловку. Затем по желанию Абис Мала Иден была вынуждена отправить Джинни на дно моря по желанию Абис Мала, а затем исполнить его второе желание стать космическим крутым парнем 50 футов ростом с глазами, стреляющими лазером.
Однако выясняется, что у Иден был уготовлен путь к бегству для Джинни, поскольку она исказила желание Абис Мала, так как он не добавил «навсегда». Это заставляет Джинни понять, что она действительно любит его, и он получает возможность остановить Абис Мала. Иден советует ему вытащить батарейку, так как оказывается, что питание Абис Мала исходит от некоторых батарей, которые она установила в его голове. Вскоре Джинни быстро их вытаскивает. Абис Мал, разъярённый тем, что Иден дважды обманула его, просит её убить Аладдина и Джинна, но поскольку джинны не могут убивать (например, исполняя желания о смерти напрямую), он меняет желание, чтобы Иден превратила Джинни и его друзей в тараканов — таким образом, он бы смог их самостоятельно раздавить. Пока Иден колеблется, но неохотно собирается исполнить это желание, Абу выхватывает из рук Абис Мала бутылку Иден и бежит к Данди. Данди берёт бутылку и желает, чтобы Иден не исполнила желание Абис Мала. Затем Абис Мал и Харуд с помощью магии Иден превращаются в тараканов. Джинни предлагает Иден жить с ним, на что она с радостью соглашается, и Данди с радостью уступает освободить Джинни, но случайно желает, чтобы она вместе с Иден могла быть вместе навсегда. Иден исполняет желание, поскольку у Данди больше никого нет, и упоминает, что, поскольку у неё с Джинни есть буквально вечность, они могут подождать, пока жизнь Данди не закончится, чтобы быть вместе.

### «Книга Хартума»
Джинн готовится к своей первой годовщине с Иден, но в конечном итоге Мозенрат похищает его на пляже. Иден добирается до Аладдина, чтобы спросить, что случилось, поскольку её возлюбленный не отвечал на звонки. В это время Яго и Абу, которые шпионили за его свиданием, говорят им, что видели, как Джинни похитил Мозенрат. Иден из-за того, что кто-то может причинить вред её парню, в ярости превращается в различные объекты, угрожая избить Мозенрата, и, получив указания от Аладдина, но не прислушиваясь к его предупреждению, направляется в логово мага — Страну Чёрных Песков. Аладдин следует за ней, но говорит Данди остаться, так как там небезопасно. Иден удаётся войти в логово Мозенрата и избить нескольких мамлюков, прежде чем прибывает Мозенрат и показывает ей, где Джинни. Она обещает быть в рабстве у Мозенрата, если он отпустит Джинни, однако маг обманывает её и использует силы обеих джиннов для создания философского камня. В конце концов его предал загнанный в книгу лич Хартум, который и давал указания Мозенрату по философскому камню. Аладдин освобождает Джинни и Иден, но они сильно состарились и потеряли слишком много магии, чтобы чем-то помочь. Джинн понимает, что объятия джиннов потенциально могут дать им новые силы, и они пробуют сделать это. В конечном итоге такой трюк сработал, и двое забирают философский камень, побеждая Хартума, при этом обязательно отправляя философский камень в безопасное место, так как он вот-вот взорвётся. Затем Джинни и Иден возобновляют своё свидание.

## Интересные факты
- Имя Иден и дизайн персонажа были отсылкой к телешоу 1960-х годов «Я мечтаю о Джинни», где главную героиню сыграла актриса по имени Барбара Иден[2].
- В отличие от Джинни, у неё пять пальцев вместо четырёх.
- Иден утверждает, что провела в своей бутылке 2 000 лет[9].
- Иден заявила, что никогда не была на свидании до встречи с Джинни[9].